# Clovia hyalinobipuncta
Clovia hyalinobipuncta är en insektsart som beskrevs av Melichar 1915. Clovia hyalinobipuncta ingår i släktet Clovia och familjen spottstritar. Inga underarter finns listade i Catalogue of Life.